# Cameoroll
Cameoroll, även gästroll eller kaméroll, kallas ett gästspel av en känd person i ett fiktivt verk. Det är ofta fråga om en statistroll där personen bara syns i förbifarten, exempelvis i bakgrunden av en film. En cameoroll kan också vara då en rollfigur från en bok eller tecknad serie dyker upp i en annan författares verk eller när en datorspelsfigur dyker upp i ett helt annat spel än det figuren vanligtvis medverkar i.
Begreppet är hämtat från engelskans cameo role med samma betydelse. Cameo härrör från ordet kamé (engelska: cameo).

## Exempel

### Personer (A-Ö) i film
- I filmen Mamma Mia! är Benny Andersson och Björn Ulvaeus med i en kort scen i slutet av filmen. Benny Andersson sitter på en båt i hamnen och spelar piano till "Dancing Queen".[2]
- Margaret Atwood spelar vakt i en scen i tv-serien The Handmaid's Tale.[3]
- I Larmar och gör sig till syns Ingmar Bergman som mentalpatient i första akten.[4]
- Filmen The Blues Brothers är även känd för sina cameorollframträdanden av bland andra James Brown, Cab Calloway, Ray Charles, Carrie Fisher, Aretha Franklin, Kathleen Freeman, John Lee Hooker, Chaka Khan, Frank Oz, Steven Spielberg, Twiggy och Joe Walsh.[5]
- James Cameron spelar en fotograf i filmen Titanic när fartyget lämnar hamnen.[6]
- Författaren till Morse-serien, Colin Dexter, förekommer på ett eller annat sätt i alla avsnitt av Kommissarie Morse.[7]
- I Sällskapsresan dyker Gösta Ekman upp som städare på hotellet.[8]
- I filmen Maverick, där Jodie Foster och Mel Gibson har huvudrollerna, dyker Danny Glover upp i en snabb filmsekvens. Detta skapade jubel i biosalongerna på grund av att succéfilmerna Dödligt vapen gjorde Gibson och Glover till ett uppskattat radarpar.[9]
- I filmen Känn ingen sorg från 2013 som bygger på låtar skrivna av Håkan Hellström skymtar Hellström själv förbi som gatumusiker. Ebbot Lundberg och Freddie Wadling skymtar också förbi som "A-lagare".[10]
- De mest kända cameorollframträdandena är troligtvis Alfred Hitchcocks, vanligtvis förekommer han i de filmer han regisserat.[11]
- Regissören Peter Jackson dyker själv upp i Sagan om ringen-filmerna.[12][13][14]
- Stephen King är känd för att medverka i de flesta av filmatiseringarna av sina böcker.[15] Bland annat spelar han präst i Jurtjyrkogården,[3] lastbilschaufför i Pestens tid, nyhetsuppläsare i Storm of the Century, apotekare i Thinner, busschaufför i Gyllene år och pizzabud i Rose Red.[15]
- John Le Carré syns i filmatiseringarna av hans romaner The Night Manager och Tinker Tailor Soldier Spy.[3] I den förra som lunchgäst och i den senare som deltagare i en julfest.[3]
- I filmen Nya hyss av Emil i Lönneberga skymtar Astrid Lindgren förbi i bakgrunden när Emil är på Vimmerby marknad.[16]
- I filmer baserade på superhjältar från serieförlaget Marvel, såsom Hulken och Fantastic Four, dyker dess skapare Stan Lee ofta upp.[17] Även "original-hulken" Lou Ferrigno spelar vakt i filmen från 2003.[18]
- Jim Lovell syns som kapten på fartyget som plockar upp astronauterna efter landning i filmen Apollo 13.[19] Lovell var befälhavare under det riktiga uppdraget Apollo 13.[20]
- Författaren Stephenie Meyer är med i filmen Twilight som är baserad på boken med samma namn.[21]
- I Généalogies d'un crime (Genealogies of a Crime) figurerar författaren och Nobelpristagaren Patrick Modiano som Bob.[22]
- I filmen Sommartider kan man skymta Per Gessle i baren på en fest.
- Elon Musk dyker upp på en restaurang vid en motorsporttävling i filmen Iron Man.
- Thomas Pynchon spelar sig själv, tecknad med en påse över huvudet, i ett avsnitt av Simpsons.[3]
- Salman Rushdie gör en cameoroll i Bridget Jones dagbok.[3]
- I Äppelkriget syns en åldrad Evert Taube i en av slutscenerna till tonerna av Calle Schewens vals.[23]
- I filmen Desperado har Quentin Tarantino en biroll.[24] Tarantino som är vän med regissören Robert Rodriguez har en biroll i flera av hans filmer, och dör i varje.[24]

### Andra fantasifigurer i film
- I Disneys tecknade film Ringaren i Notre Dame förekommer Belle (från Skönheten och Odjuret) i en cameo.[25] Även mattan från Aladdin syns i samma scen.[25]
- I filmen E.T. skymtar Yoda från Stjärnornas krig förbi, som en hälsning från Steven Spielberg till hans kompis George Lucas.[26]

### Böcker
- Paul Auster medverkar som sig själv i New York-trilogin.[27]
- Kurt Vonnegut medverkar som sig själv i Breakfast of Champions[28]

## Källhänvisningar
1. 1 2 3  "cameoroll". Arkiverad 10 mars 2016 hämtat från the Wayback Machine. NE.se. Läst 13 november 2014.
2. ↑  ”Mamma Mia! (2008) - IMDb”. Arkiverad från originalet den 11 juni 2020. https://web.archive.org/web/20200611153152/https://www.imdb.com/title/tt0795421/fullcredits. Läst 23 augusti 2020.
3. 1 2 3 4 5 6  ”From Atwood's assault to Pynchon's paper bag: the best author cameos”. The Guardian. 27 april 2017. Arkiverad från originalet den 29 juli 2018. https://web.archive.org/web/20180729171130/https://www.theguardian.com/books/booksblog/2017/apr/27/from-atwoods-assault-to-pynchons-paper-bag-the-best-author-cameos.
4. ↑  ”In the Presence of a Clown (TV Movie 1997) - IMDb”. Arkiverad från originalet den 9 augusti 2022. https://web.archive.org/web/20220809183800/https://www.imdb.com/title/tt0119496/fullcredits. Läst 23 augusti 2020.
5. ↑  ”The Blues Brothers (1980) - IMDb”. Arkiverad från originalet den 27 september 2016. https://web.archive.org/web/20160927074154/http://www.imdb.com/title/tt0080455/fullcredits/. Läst 23 augusti 2020.
6. ↑  ”Titanic (1997) - IMDb”. Arkiverad från originalet den 22 november 2020. https://web.archive.org/web/20201122162813/https://www.imdb.com/title/tt0120338/fullcredits/. Läst 23 augusti 2020.
7. ↑  ”Inspector Morse (TV Series 1987–2000) - IMDb”. Arkiverad från originalet den 12 november 2020. https://web.archive.org/web/20201112011006/https://www.imdb.com/title/tt0092379/trivia. Läst 23 augusti 2020.
8. ↑  ”Sällskapsresan eller Finns det svenskt kaffe på grisfesten (1980) - IMDb”. Arkiverad från originalet den 9 augusti 2022. https://web.archive.org/web/20220809183800/https://www.imdb.com/title/tt0081590/fullcredits#cast. Läst 23 augusti 2020.
9. ↑  ”Maverick (1994) - IMDb”. Arkiverad från originalet den 22 april 2021. https://web.archive.org/web/20210422002202/http://www.imdb.com/title/tt0110478/fullcredits. Läst 23 augusti 2020.
10. ↑  ”Shed No Tears (2013) - IMDb”. Arkiverad från originalet den 5 september 2014. https://web.archive.org/web/20140905133541/http://www.imdb.com/title/tt2429292/fullcredits. Läst 23 augusti 2020.
11. ↑  ”Hitchcock's Cameos”. The Guardian. 20 januari 2009. Arkiverad från originalet den 5 april 2016. https://web.archive.org/web/20160405145446/http://www.theguardian.com/film/filmblog/2009/jan/20/notorious-hitchcock-cameo.
12. ↑  ”The Lord of the Rings: The Fellowship of the Ring (2001) - IMDb”. Arkiverad från originalet den 23 augusti 2020. https://web.archive.org/web/20200823012105/https://www.imdb.com/title/tt0120737/fullcredits. Läst 23 augusti 2020.
13. ↑  ”The Lord of the Rings: The Two Towers (2002) - IMDb”. Arkiverad från originalet den 9 augusti 2022. https://web.archive.org/web/20220809183800/https://www.imdb.com/title/tt0167261/fullcredits. Läst 23 augusti 2020.
14. ↑  ”The Lord of the Rings: The Return of the King (2003) - IMDb”. Arkiverad från originalet den 22 augusti 2020. https://web.archive.org/web/20200822220315/https://www.imdb.com/title/tt0167260/fullcredits/. Läst 23 augusti 2020.
15. 1 2  ”Stephen King” (på engelska). IMDb. Arkiverad från originalet den 8 april 2021. https://web.archive.org/web/20210408171352/https://www.imdb.com/filmosearch/?role=nm0000175&job_type=actor. Läst 23 augusti 2020.
16. ↑  ”New Mischief by Emil (1972) - IMDb”. Arkiverad från originalet den 9 september 2012. https://web.archive.org/web/20120909081703/http://www.imdb.com/title/tt0070463/fullcredits. Läst 23 augusti 2020.
17. ↑  ”Stan Lee”. IMDb. Arkiverad från originalet den 15 mars 2011. https://web.archive.org/web/20110315234645/http://www.imdb.com/name/nm0498278/. Läst 23 augusti 2020.
18. ↑  ”Hulk (2003) - IMDb”. Arkiverad från originalet den 18 juni 2020. https://web.archive.org/web/20200618014732/https://www.imdb.com/title/tt0286716/fullcredits. Läst 23 augusti 2020.
19. ↑  ”Apollo 13 (1995) - IMDb”. Arkiverad från originalet den 9 augusti 2022. https://web.archive.org/web/20220809183800/https://www.imdb.com/title/tt0112384/fullcredits. Läst 23 augusti 2020.
20. ↑  Monday, Richard Talcott | Published:; April 13; 2020. ”50 years later: Jim Lovell recounts the Apollo 13 disaster” (på engelska). Astronomy.com. Arkiverad från originalet den 14 augusti 2020. https://web.archive.org/web/20200814152130/https://astronomy.com/magazine/news/2020/04/jim-lovell-on-apollo-13. Läst 23 augusti 2020.
21. ↑  ”Twilight (2008) - IMDb”. Arkiverad från originalet den 18 augusti 2020. https://web.archive.org/web/20200818184312/https://www.imdb.com/title/tt1099212/fullcredits. Läst 23 augusti 2020.
22. ↑  ”Généalogies d'un crime”. Arkiverad från originalet den 9 augusti 2022. https://web.archive.org/web/20220809183800/https://www.imdb.com/title/tt0119242/. Läst 23 augusti 2020.
23. ↑  ”The Apple War (1971) - IMDb”. Arkiverad från originalet den 6 augusti 2013. https://web.archive.org/web/20130806042942/http://www.imdb.com/title/tt0068025/fullcredits. Läst 23 augusti 2020.
24. 1 2  ”Quentin Tarantino”. IMDb. Arkiverad från originalet den 24 februari 2011. https://web.archive.org/web/20110224022911/http://www.imdb.com/name/nm0000233/. Läst 23 augusti 2020.
25. 1 2  ”The Hunchback of Notre Dame (1996) - IMDb”. Arkiverad från originalet den 11 november 2020. https://web.archive.org/web/20201111162419/http://www.imdb.com/title/tt0116583/trivia. Läst 23 augusti 2020.
26. ↑  ”E.T. the Extra-Terrestrial (1982) - IMDb”. Arkiverad från originalet den 17 februari 2021. https://web.archive.org/web/20210217110146/https://www.imdb.com/title/tt0083866/trivia. Läst 23 augusti 2020.
27. ↑  Paul Auster, New York-trilogin, Tidens förlag 1995, sid. 9 ff.
28. ↑  ”Breakfast of Champions”. Arkiverad från originalet den 29 mars 2021. https://web.archive.org/web/20210329190821/https://en.wikipedia.org/wiki/Breakfast_of_Champions. Läst 31 mars 2021.